# Championnat de France de futsal 2019-2020
Navigation
Saison 2018-2019 Saison 2020-2021
La Division 1 2019-2020 est la treizième édition du championnat de France de futsal, compétition de futsal de plus haut niveau en France.
Organisé par la Fédération Française de Football, le championnat de D1 réunit douze équipes qui s'affrontent en matchs aller-retour. La phase finale est supprimée à partir de cette saison. Le champion de France est donc l'équipe qui termine à la première place après les 22 journées. Les équipes classées aux 11e et 12e places sont reléguées en D2.
À la suite de la pandémie de Covid-19, la FFF a décidé d’arrêter le championnat à la 15e journée. L’instance a également indiqué que le classement final prenait en compte le classement des quotients entre le nombre de points obtenus et le nombre de matchs joués afin de neutraliser l’impact du nombre inégal de matchs disputés entre les équipes. Aucun titre de champion n'est décerné.

## Format initial de la compétition
Le championnat de D1 est constitué de douze équipes qui s'affrontent en matchs aller-retour (tournoi toutes rondes) pour la phase régulière, avant une phase finale opposant les quatre premiers du classement en tournoi à élimination directe.
Le champion de France est qualifié pour la Ligue des champions de l'UEFA la saison suivante.
Les clubs classés aux onzième et douzième places sont relégués en D2 pour la saison suivante.

## Clubs participants
Orchies Pévèle FC et Toulouse MFC sont promus après avoir remporté leurs groupes de Division 2 respectifs. Le KB futsal et l’ASC Garges Djibson futsal ont participé à toutes les éditions du championnat de France.
| \| Toulon EF Nantes MF Roubaix AFS FC béthunois Orchies Toulouse MFC UJS Toulouse \| Les clubs 2019-2020 |
| Toulon EF Nantes MF Roubaix AFS FC béthunois Orchies Toulouse MFC UJS Toulouse                           |

| \| Kremlin-Bicêtre Garges Djibson ASC SC Paris Paris ACASA Acces FC \| Localisation des clubs franciliens. |
| Kremlin-Bicêtre Garges Djibson ASC SC Paris Paris ACASA Acces FC                                           |

| Club                  | Création | Nb de saisons D1 | Dernière montée | Résultat 2018-2019 | Salle                                                               | Localité           | Entraîneur          |
| --------------------- | -------- | ---------------- | --------------- | ------------------ | ------------------------------------------------------------------- | ------------------ | ------------------- |
| Toulon EF             | 2008     | 9e               | 2011            | Champion           | Palais des sports                                                   | Toulon             | Karim Deman         |
| ACCES                 | 2008     | 2e               | 2018            | Finaliste          | Arena Teddy-Riner                                                   | Asnières-sur-Seine | David Cardoso       |
| Kremlin-Bicêtre       | 2002     | 13e              | 2007            | Demi-finaliste     | Gymnase Ducasse                                                     | Le Kremlin-Bicêtre | Hugo Sintra         |
| Nantes MF             | 2017     | 13e              | 2017            | Demi-finaliste     | Gymnase du Vigneau, Saint-Herblain Complexe sportif Mangin-Beaulieu | Nantes             | Fabrice Gacougnolle |
| SC Paris              | 1984     | 12e              | 2008            | 5e                 | Halle Georges-Carpentier 2                                          | Paris              | Rodolphe Lopes      |
| Béthune Futsal        | 2002     | 10e              | 2010            | 6e                 | Salle Pierre-de-Coubertin, Lens                                     | Béthune            | Aldo Canetti        |
| Garges Djibson        | 2008     | 13e              | 2007            | 7e                 | Gymnase Allende-Neruda                                              | Garges-lès-Gonesse | Nordine Benamrouche |
| Roubaix AFS           | 2002     | 5e               | 2016            | 8e                 | Salle Dupuy-de-Lôme                                                 | Roubaix            | Mounir Khrouf       |
| UJS Toulouse          | 1991     | 3e               | 2017            | 9e                 | Palais des sports André-Brouat Gymnase la Faourette                 | Toulouse           | Hector Nunez        |
| Paris ACASA           | 2006     | 3e               | 2017            | 10e                | Gymnase des Fillettes                                               | Paris              | Ricardo de Souza    |
| Orchies Pévèle FC     | 2006     | 4e               | 2019            | 1er D2 A           | Davo Pévèle Arena                                                   | Orchies            | Najim Feraoun       |
| Toulouse Métropole FC | 2018     | 1re              | 2019            | 1er D2 B           | Palais des sports André-Brouat Petit palais des sports              | Toulouse           | Marcelo Serpa       |

- Tenant du titre
- Demi-finaliste 2018-2019
- Promu de Division 2

## Compétition

### Classement
| Rang | Équipe                  | Pts  | J  | G  | N | P  | Bp  | Bc | Diff |
| ---- | ----------------------- | ---- | -- | -- | - | -- | --- | -- | ---- |
| 1    | ACCS FC Paris 92        | 41-1 | 15 | 14 | 0 | 1  | 103 | 29 | +74  |
| 2    | Orchies Pévèle FC P     | 33   | 15 | 10 | 3 | 2  | 65  | 38 | +27  |
| 3    | SC Paris                | 28   | 15 | 9  | 1 | 5  | 61  | 52 | +9   |
| 4    | Toulon ÉF T             | 22-1 | 14 | 7  | 2 | 5  | 47  | 45 | +2   |
| 5    | Toulouse Métropole FC P | 21   | 15 | 6  | 3 | 6  | 55  | 50 | +5   |
| 6    | Garges Djibson          | 20-1 | 15 | 6  | 3 | 6  | 53  | 47 | +6   |
| 7    | Béthune Futsal          | 19   | 15 | 6  | 1 | 8  | 55  | 69 | -14  |
| 8    | Nantes MF               | 17   | 15 | 5  | 2 | 8  | 56  | 62 | -6   |
| 9    | Paris ACASA             | 16   | 15 | 5  | 1 | 9  | 49  | 62 | -13  |
| 10   | UJS Toulouse            | 12   | 15 | 4  | 0 | 11 | 46  | 77 | -31  |
| 11   | Kremlin-Bicêtre futsal  | 8-16 | 14 | 8  | 0 | 6  | 37  | 36 | +1   |
| 12   | Roubaix AFS             | 3    | 15 | 1  | 0 | 14 | 19  | 79 | -60  |

Sanctions
- Le Kremlin-Bicêtre futsal commence la saison avec une sanction de dix points infligée par la FFF en raison de l'utilisation de faux certificats médicaux la saison précédente[4]. Le KB perd également cinq points pour cinq rencontres disputées sans entraîneur diplômé sur le banc[5]. De plus, le match de la 8e journée, initialement gagné contre Orchies, est déclaré perdu par pénalité ce qui fait perdre quatre points au classement au club kremlinois : les trois points de la victoire et un point de malus[6].
- Large vainqueur sur le terrain, l'ACCS FC Paris 92 a perdu par pénalité son match de la 1re journée face au Toulouse MFC pour avoir aligné un joueur non qualifié.
- Pendant les grêves contre la réforme des retraites, le Toulon ÉF puis le Garges Djibson ne peuvent pas se rendre chez leur adversaire (respectivement ACCS et UJS Toulouse). La FFF considère qu'ils auraient dû mieux anticiper et les sanctionne d'une défaite par forfait.

### Résultats
| Résultats (dom.\ext.)                                      | ACCS | Orch. | SCP  | TEF | TMFC | Garg. | Béth. | Nant. | ACASA | UJS | KBU | Roub. |
| ACCS FC Paris 92                                           |      | 9-4   | 9-3  | 3-0 | 0-3  | -     | 7-4   | 7-1   | -     | -   | 3-1 | 18-1  |
| Orchies Pévèle FC                                          | -    |       | 3-2  | -   | 2-1  | 3-3   | 6-0   | 6-3   | 7-2   | 7-1 | -   | -     |
| SC Paris                                                   | 2-11 | 1-3   |      | -   | 5-3  | 6-5   | 3-0   | -     | 3-2   | 6-3 | -   | -     |
| Toulon ÉF                                                  | -    | 3-5   | 2-5  |     | 3-4  | 5-4   | -     | 4-3   | 5-3   | -   | -   | -     |
| Toulouse Métropole FC                                      | -    | 7-6   | -    | 3-3 |      | 2-6   | 8-2   | 2-3   | 4-4   | 6-4 | -   | -     |
| Garges Djibson                                             | 4-5  | -     | 5-5  | 2-2 | 3-2  |       | -     | 6-2   | -     | -   | 2-1 | 2-0   |
| Béthune Futsal                                             | 1-6  | 2-2   | -    | 2-3 | -    | 6-2   |       | 3-12  | -     | 8-4 | 3-5 | 8-1   |
| Nantes MF                                                  | 1-7  | 4-4   | 1-3  | -   | 4-4  | 4-2   | -     |       | -     | -   | 4-5 | 5-2   |
| Paris ACASA                                                | 1-5  | -     | -    | 5-9 | -    | 1-7   | 3-4   | 5-4   |       | 9-2 | 1-2 | 3-2   |
| UJS Toulouse                                               | 3-6  | -     | 1-3  | 4-3 | -    | 3-0   | 4-8   | 2-5   | 4-6   |     | -   | 3-1   |
| Kremlin-Bicêtre futsal                                     | -    | 0-3   | 4-3  | 2-4 | 2-0  | -     | 3-4   | -     | 2-1   | 6-4 |     | 1-0   |
| Roubaix AFS                                                | 0-7  | 0-4   | 0-11 | 0-1 | 3-6  | -     | -     | -     | 2-3   | 3-4 | 4-3 |       |
| - Victoire à domicile - Match nul - Victoire à l'extérieur |      |       |      |     |      |       |       |       |       |     |     |       |

## Trophées individuels

### Meilleurs buteurs
| # | Nom                        | Club             | Buts |
| - | -------------------------- | ---------------- | ---- |
| 1 | Wilmer Cabarcas            | Nantes Métropole | 17   |
| 2 | Igor Lima de Sousa         | ACCS             | 17   |
| 3 | Jonathan Camara Revuelta   | Sporting Paris   | 17   |
| 4 | Youness Ahssen             | UJS Toulouse     | 16   |
| 5 | Souheil Mouhoudine         | ACCS             | 15   |
| 6 | Fabricio Borges dos Santos | Sporting Paris   | 14   |
| 7 | Gonzalo Galán Carsí        | Orchies Pévèle   | 14   |
| 8 | Edu                        | ACCS             | 13   |
| 9 | Morgan Bernardou           | Béthune          | 12   |

### Récompenses individuelles
| # | Meilleur joueur           | Meilleur gardien            | Meilleur espoir                 | Meilleur entraîneur          |
| - | ------------------------- | --------------------------- | ------------------------------- | ---------------------------- |
| 1 | Igor (ACCS)               | Miodrag Aksentijević (ACCS) | Ouassini Guirio (Garges)        | Marcelo Serpa (TMFC)         |
| 2 | Guina (Orchies)           | Francis Lokoka (KB)         | Rami Barake (TMFC)              | Karim Deman (Toulon)         |
| 3 | Nito (Toulon)             | Darcio Forgiarini (Orchies) | Jérôme Pasquier (KB)            | Rodolphe Lopes (Sporting)    |
| 4 | Edu (ACCS)                | Djamel Haroun (Garges)      | Paulo Pereira Basilio (Béthune) | Nordine Benamrouche (Garges) |
| 5 | Souheil Mouhoudine (ACCS) | Caique (TMFC)               | Matthieu Faupin (TMFC)          | Najim Feraoun (Orchies)      |